# سام أدجي
سام أدجي (بالإنجليزية: Sam Adjei)‏ هو طبيب غاني، ولد في 1948، وتوفي في 2016.